# Stadthaus I (Delmenhorst)

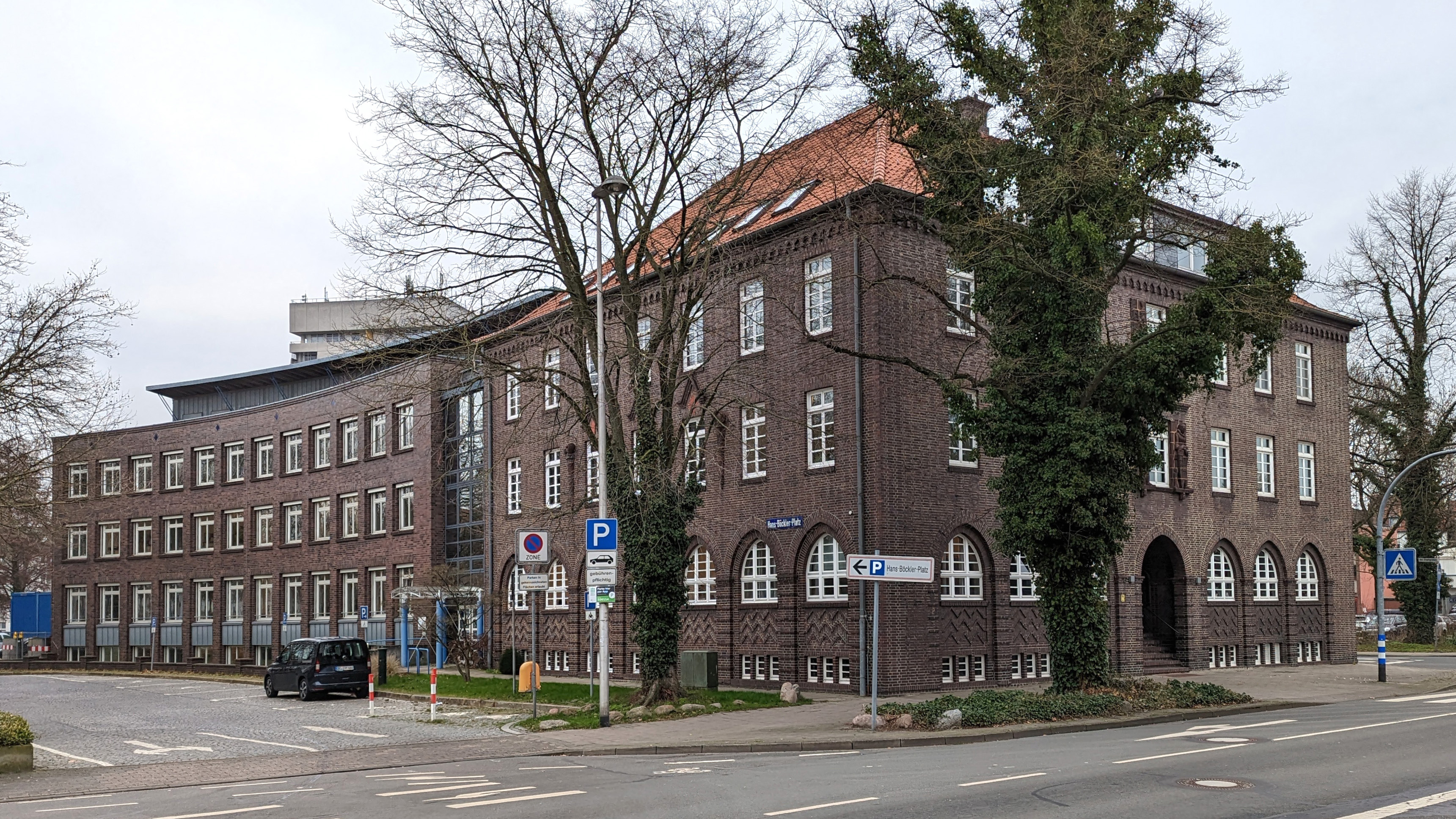
Das Stadthaus im Januar 2023

Im Stadthaus I in Delmenhorst, Am Stadtwall 1 / Hans-Böckler-Platz, sind verschiedene Dienststellen für den technischen Bereich der Stadt untergebracht.
Das Gebäude steht in einer Denkmalgruppe seit den 1980er Jahren unter Denkmalschutz.

## Geschichte
Das verklinkerte dreigeschossige Gebäude von 1927, mit einem verzierten Gesims unter einem Walmdach sowie einem Sockelgeschoss und den spitzbogigen Fenstern im Erdgeschoss, wurde als Stadthaus I für die Polizei neben dem benachbarten Rathaus im Stil der Zwischenkriegszeit gebaut. Ab 1967 wurde das Gebäude u. a. durch das Bauverwaltungsamt genutzt.
Von 1994 bis Februar 1996 entstand der westliche verklinkerte, leicht gebogene Anbau nach Konzeptionen von Christoph Parade (Düsseldorf). In dem Gebäudekomplex befinden sich (2025) die Fachbereiche Gebäudemanagement und Planen, Bauen, Umweltschutz, Landwirtschaft und Verkehr sowie die Verwaltung seiner Regiebetriebe (Tiefbau, Bewirtschaftung, Friedhof etc.).
Ein Stadthaus II entstand 2022 in dem Umbau des ehemaligen AOK-Gebäudes an den Graftwiesen.